# Local Government Areas in New South Wales

Der Bundesstaat New South Wales im Südosten des australischen Kontinents

Der australische Bundesstaat New South Wales ist unterteilt in 133 lokale Verwaltungsgebiete, die Local Government Areas (LGA).
Es bestehen vier Klassifikationen von LGA:
1. City – für Städte und städtische Gebiete
2. Municipality – für Kleinstädte und innerstädtische Gebiete
3. Shire – für ländliche Gebiete und städtische Außenbezirke
4. Region – für neuere ländliche Gebiete, meist das Einzugsgebiet einer Kleinstadt

Es gibt keine rechtlichen Unterschiede zwischen diesen LGA-Typen. Die Unterschiede bestehen nur im Namen und spiegeln lediglich die historischen Unterschiede wider, die vor der Einführung des zurzeit geltenden Local Government Act 1993 (Gesetz zur Regelung der lokalen Selbstverwaltung in New South Wales) bestanden.
Einige Gebiete ziehen es vor, keine dieser vier Klassifikationen anzuwenden und bezeichnen sich einfach als Council. Im australischen Englisch kann der Begriff Council für ein geographisches Gebiet stehen und nicht nur wie sonst üblich für die gewählten lokalen Ratsvertreter.
Zwei Gebiete in New South Wales haben keine den Local Government Areas entsprechende Verwaltung und unterstehen direkt der Staatsregierung (Unincorporated Areas). Neben der Lord-Howe-Insel ist das der dünn besiedelte äußerste Nordwesten des Staates (Unincorporated Far West) mit Ausnahme von Broken Hill.
Die im Südosten von New South Wales gelegene australische Hauptstadt Canberra gehört nicht zum Gebiet des Bundesstaats und liegt auf dem eigenständigen Australian Capital Territory.
Jede LGA wird von einem Council (Rat) verwaltet, der von den Bewohnern des Gebiets gewählt wird. Der Ratsvorsitzende ist der Mayor („Bürgermeister“) der LGA. Teilweise sind die Gebiete noch einmal in Bezirke (Wards) unterteilt. Sydney setzt sich außerdem aus über 300 Stadtteilen zusammen, die sich teilweise mit den LGA überschneiden.
2016 wurden mehrere LGAs verschmolzen, sodass 19 neue LGAs entstanden und die gesamte Anzahl auf 133 sank. Ursprünglich waren 35 solcher Verschmelzungen geplant.
Die insgesamt 133 LGAs organisieren sich laut dem Office of Local Government zum größten Teil in insgesamt 16 regionalen Organisationen. Die Border Regional Organisation of Councils ist die einzige, die über die Grenzen des Bundesstaates auch LGAs aus Queensland (QLD) umfasst. Die New England Group of Councils hat keine Mitglieder. Einige LGAs sind zudem Mitglied mehrerer regionaler Organisationen (*).
| Border Regional Organisation of Councils (BROC) | Canbarra Region Joint Organisation                             | Central NSW Councils (CENTROC)                         | Hunter Councils Group                | Mid North Coast Regional Organisation of Councils (MIDROC) |
| Balonne Shire (QLD) | Eurobodalla Shire Council                                      | Bathurst Regional Council                              | Cessnock City Council                | Berrigan Shire Council*                                    |
| Goondiwindi Region (QLD) | Upper Lachlan Shire Council*                                   | Blayney Shire Council                                  | Dungog Shire Council                 | Coffs Harbour City Council                                 |
| Gwydir Shire Council | Yass Valley Council                                            | Cabonne Council                                        | Lake Macquarie City Council          | Kempsey Shire Council                                      |
| Inverell Shire Council |                                                                | Forbes Shire Council                                   | Maitland City Council                | Nambucca Valley Council                                    |
| Moree Plains Shire Council |                                                                | Lachlan Shire Council                                  | Muswellbrook Shire Council           | Port Macquarie-Hastings Council                            |
| Southern Downs Region (QLD) |                                                                | City of Lithgow Council                                | Newcastle City Council               |                                                            |
| Tenterfield Shire Council |                                                                | Oberon Council                                         | Port Stephens Council                |                                                            |
| |                                                                | Orange City Council                                    | Singleton Council                    |                                                            |
| |                                                                | Parkes Shire Council                                   | Upper Hunter Shire Council           |                                                            |
| |                                                                | Upper Lachlan Shire Council*                           |                                      |                                                            |
| |                                                                | Weddin Shire Council                                   |                                      |                                                            |
| |                                                                |                                                        |                                      |                                                            |
| Namoi Regional Organisation of Councils (Namoi ROC) |                                                                |                                                        |                                      | New England Group of Councils (NEGOC)                      |
| Gunnedah Shire Council |                                                                |                                                        |                                      |                                                            |
| Liverpool Plains Shire Council |                                                                |                                                        |                                      |                                                            |
| Narrabri Shire Council |                                                                |                                                        |                                      |                                                            |
| Tamworth Regional Council |                                                                |                                                        |                                      |                                                            |
| Uralla Shire Council |                                                                |                                                        |                                      |                                                            |
| Walcha Council |                                                                |                                                        |                                      |                                                            |
| |                                                                |                                                        |                                      |                                                            |
| Northern Rivers Regional Organisation of Councils (NOROC) | Northern Sydney Regional Organisation of Councils (NSROC)      |                                                        |                                      |                                                            |
| Ballina Shire Council | The Council of the Shire of Hornsby                            |                                                        |                                      |                                                            |
| Byron Shire Council | The Council of the Municipality of Hunters Hill                |                                                        |                                      |                                                            |
| Kyogle Council | Ku-ring-gai Council                                            |                                                        |                                      |                                                            |
| Lismore City Council | Lane Cove Municipal Council                                    |                                                        |                                      |                                                            |
| Richmond Valley Council | Mosman Municipal Council*                                      |                                                        |                                      |                                                            |
| Tweed Shire Council | North Sydney Council*                                          |                                                        |                                      |                                                            |
| | Council of the City of Ryde                                    |                                                        |                                      |                                                            |
| | Willoughby City Council                                        |                                                        |                                      |                                                            |
| |                                                                |                                                        |                                      |                                                            |
| Orana Regional Organisation of Councils (OROC) | Riverina and Murray Regional Organisation of Councils (RAMROC) |                                                        |                                      |                                                            |
| Bogan Shire Council | Albury City Council                                            |                                                        |                                      |                                                            |
| Bourke Shire Council | Balranald Shire Council                                        |                                                        |                                      |                                                            |
| Brewarrina Shire Council | Berrigan Shire Council*                                        |                                                        |                                      |                                                            |
| Cobar Shire Council | Carrathool Shire Council                                       |                                                        |                                      |                                                            |
| Coonamble Shire Council | Greater Hume Shire Council*                                    |                                                        |                                      |                                                            |
| Dubbo Regional Council | Griffith City Council                                          |                                                        |                                      |                                                            |
| Gilgandra Shire Council | Hay Shire Council                                              |                                                        |                                      |                                                            |
| Narromine Shire Council | Leeton Shire Council                                           |                                                        |                                      |                                                            |
| Walgett Shire Council | Murray River Council                                           |                                                        |                                      |                                                            |
| Warren Shire Council | Narrandera Shire Council*                                      |                                                        |                                      |                                                            |
| Warrumbungle Shire Council | Wentworth Shire Council                                        |                                                        |                                      |                                                            |
| |                                                                |                                                        |                                      |                                                            |
| Riverina Eastern Regional Organisation of Councils (REROC) | Shoalhaven Illawarra Pilot Joint Organisation                  | South Sydney Regional Organisation of Councils (SSROC) | Sydney Coastal Councils Group Inc    | Western Sydney Regional Organisation of Councils (WSROC)   |
| Bland Shire Council | The Council of the Municipality of Kiama                       | Burwood Council                                        | Mosman Municipal Council*            | Blacktown City Council                                     |
| Coolamon Shire Council | Shellharbour City Council                                      | City of Canada Bay Council                             | North Sydney Council*                | Blue Mountains City Council                                |
| Junee Shire Council | Shoalhaven City Council                                        | Randwick City Council*                                 | Randwick City Council*               | Fairfield City Council                                     |
| Lockhart Shire Council | Wollongong City Council                                        | Sutherland Shire Council*                              | Sutherland Shire Council*            | Hawkesbury City Council                                    |
| Temora Shire Council |                                                                | Waverley Council*                                      | Council of the City of Sydney        | Liverpool City Council                                     |
| Wagga Wagga City Council |                                                                | Woollahra Municipal Council*                           | Waverley Council*                    | Council of the City of Parramatta                          |
| Dazu kommen noch die oben noch nicht erwähnten Mitglieder des Goldenfields Water County Councils (Cootamundra-Gundagai Regional Council, Narrandera Shire Council* und Hilltops Council) sowie des Riverina Water County Councils (Federation Council und Greater Hume Shire Council*) |                                                                |                                                        | Woollahra Municipal Council*         |                                                            |
| |                                                                |                                                        |                                      |                                                            |
| Weitere LGAs, die kein Mitglied der oben genannten regionalen Organisationen sind |                                                                |                                                        |                                      |                                                            |
| Bayside Council | Campbelltown City Council                                      | Edward River Council                                   | Mid-Western Regional Council         | Shoalhaven City Council                                    |
| Armidale Regional Council | Canterbury-Bankstown City                                      | Georges River Council                                  | Murrumbidgee Council                 | Snowy Monaro Regional Council                              |
| The Hills Shire Council | Central Coast Council                                          | Glen Innes Severn Council                              | Northern Beaches Council             | Snowy Valleys Council                                      |
| Bega Valley Shire Council | Central Darling Shire Council                                  | Goulburn Mulwaree Council                              | Penrith City Council                 | Strathfield Municipal Council                              |
| Bellingen Shire Council | Clarence Valley Council                                        | Inner West Council                                     | Queanbeyan-Palerang Regional Council | Wingecarribee Shire Council                                |
| Broken Hill City Council | Cowra Shire Council                                            | Midcoast Council                                       | Shellharbour City Council            | Wollondilly Shire Council                                  |
| Camden Council | Cumberland City                                                |                                                        |                                      |                                                            |